# Branne (Gironda)
 Branne  es una población y comuna francesa, situada en la región de Aquitania, departamento de Gironda, en el distrito de Libourne y cantón de Branne.

## Demografía
| 778 | 750 | 764 | 850 | 875 | 949 |
| Para los censos de 1962 a 1999 la población legal corresponde a la población sin duplicidades (Fuente: INSEE [Consultar]) |     |     |     |     |     |